# Братья Мирзоевы и К°

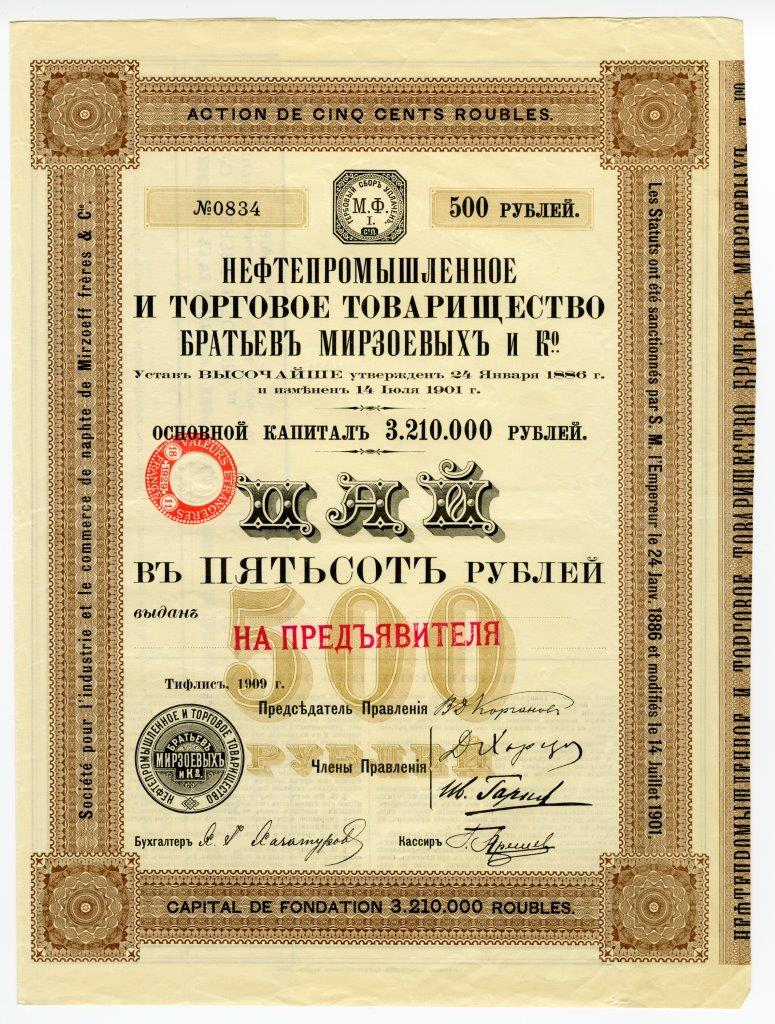
Пай в 500 рублей на предъявителя Нефтепромышленного и торгового товарищества братьев Мирзоевых и К^{о}. Тифлис, 1909

Как указано в «Указателе действующих в империи акционерных предприятий», изданного в Санкт-Петербурге в 1903 году Нефтепромышленное и торговое товарищество братьев Мирзоевых и Ко «существует для содержания и распространения действий нефтеперегонного завода, находящегося в г. Баку, а также развития заводской промышленности по выделке разных продуктов из нефти и расширения действий по добыванию нефти на нефтяных промыслах, находящихся на Балаханской и Сабунчинской районах Бакинской губернии и Бакинского уезда и принадлежавших наследникам умершаго коллежскаго асессора Ивана Минаевича Мирзоева: вдове его Д.3. Мирзоевой, сыновьям — Г. И. и М. И. Мирзоевым и дочери его М. И. Мирзоевой, по мужу княгине Аргутинской-Долгоруковой».
Устав Товарищества братьев Мирзоевых был Высочайше утверждён 24 января 1886 года (изменён 14 июля 1901 года), а с конца ноября 1886 г. компания начала свою деятельность. В дальнейшем Нефтепромышленное и торговое товарищество братьев Мирзоевых и стало одним из крупнейших в отрасли. Основной капитал товарищества составлял 3 млн. 210 тыс. руб., запасной — 1 млн. 98 тыс. руб. Капитал был поделен на 6430 паев (именных и на предъявителя) номиналом по 500 руб., введённых в котировку Петербургской биржи 23 марта 1900 г. Дивиденды товарищества составляли 35 % в 1897 г., 50 % в 1900 г., 10 % в кризисный 1901 г., 8 % в 1902 г. и 12 % в 1903 г. На выплату дивидендов предназначалось 8 % прибыли. По другим данным, первоначальный основной капитал компании составлял 2,14 млн. руб., а в 1913 году — 9,63 млн. руб.. Обществу принадлежало: нефтепромыслы в Балаханах, Сабунчах, Сураханах и Биби-Эйбате.
За несколько лет до Октябрьской революции Товарищество братьев Мирзоевых и К°, наряду с рядом подобных нефтепромышленных компаниях вошли в созданную Степаном Лианозовым Российскую нефтепромышленную корпорацию Russian General Oil Corporation, чьи акции в период её деятельности высоко котировались на биржах Парижа, Лондона, Амстердама, Брюсселя и Петербурга.